# Kolta
Kolta é um município da Eslováquia, situado no distrito de Nové Zámky, na região de Nitra. Tem 25,85 km² de área e sua população em 2018 foi estimada em 1.258 habitantes.

## Demografia
| Ano:        | 1994 | 2004   | 2014   | 2024   |
| ----------- | ---- | ------ | ------ | ------ |
| Broj ljudi: | 1482 | 1467   | 1330   | 1237   |
| Razlika:    |      | -1,01% | -9,33% | -6,99% |

| Ano:               | 2023 | 2024   |
| ------------------ | ---- | ------ |
| Número de pessoas: | 1236 | 1237   |
| Diferença:         |      | +0,08% |